# Claude Shannon
Claude Elwood Shannon (født 30. april 1916, død 24. februar 2001) var en amerikansk matematiker.
Han har også haft stor betydning for udviklingen af teorien om sampling og digital kommunikation. Han bliver også kaldet "informationsteoriens fader".